# Lotto
Lotto — итальянский производитель и поставщик спортивной одежды, обуви и экипировки.

## История
Компания основана в 1973 год братьями Каберлотто (Джовани и Джорджио) и производила теннисную обувь. Каберлотто были владельцами футбольного клуба Тревизо. В 1980-х годах основная ставка была сделана на спортивную экипировку в футболе и теннисе и были заключены спонсорские договоры с мировыми звездами: Рууд Гуллит и Дино Дзофф. В то же время начинается активное продвижение бренда за пределами Италии (до этого времени компания распространяла свою продукцию, в основном, для итальянских покупателей). После смерти основателей Каберлотто, в апреле 1999 года компанию выкупает группа предпринимателей во главе с нынешнем владельцем, предпринимателем Андреа Томатом. Компания меняет название с Caberlotto на Lotto Sport Italia SpA. В 2007 году Lotto Sport Italia SpA купила американскую компанию Etonic, которая занимается производством обуви для бега, гольфа и боулинга. Компания динамично развивается и производит экипировку для тенниса, футбола, лёгкой атлетики, фитнеса, а также дизайнерскую одежду и обувь стиля CASUAL. В настоящее время продукция компании Lotto продаётся более чем в 102 странах мира.

## Спонсорство
Lotto является спонсором в футболе и большом теннисе. Компания имеет контракты со спортсменами мирового класса: Лука Тони, Джузеппе Росси, Марек Янкуловский, Асамоа Гьян, Мохаммед Сиссоко, Кафу, Давид Феррер, Франческа Скьявоне, Хуан Карлос Ферреро, Сергей Игнашевич и других. Компания Lotto является спонсором футбольных сборных команд:
- Американское Самоа
- Бруней Даруссалам
- Кирибати
- Коста-Рика
- Острова Кука
- Панама
- Самоа

Футбольные команды-спонсором является Lotto:
- Сошо
- Дженоа
- Реджина
- Рода Керкраде
- Сан-Лоренсо
- Штурм (Грац)
- Хоффенхайм
- Леонес Негрос
- Бананц Ереван
- Хапоэль Кирьят-Шмона
- Риека
- Буджаспор
- Анкарагюджю